# Paul Sorvino
Paul Anthony Sorvino (Nova Iorque, 13 de abril de 1939 — Jacksonville, 25 de julho de 2022) foi um ator americano. Frequentemente interpretava figuras de autoridade em ambos os lados da lei, sendo conhecido pelos papéis de Paulie Cicero no filme Goodfellas e o sargento Phil Cerreta na série de televisão Law & Order.

## Biografia
Sorvino nasceu e foi criado no Brooklyn, em Nova York, filho de um casal de ítalo-americanos, Marietta, uma professora de piano, e Ford Sorvino, supervisor de uma fábrica têxtil. Frenquentou a Lafayette High School (onde teve como colega de classe o pintor Peter Max) e a American Musical and Dramatic Academy.
É pai da atriz Mira Sorvino.

### Vida profissional
Começou sua carreira como redator numa agência de publicidade, onde trabalhou com John Margeotes, fundador da empresa Margeotes, Fertitta e Weiss. Frequentou aulas de técnica vocal por 18 anos. Enquanto frequentava a American Musical and Dramatic Academy, decidiu atuar no teatro. Fez sua estreia na Broadway em 1964, no musical Bajour, e seis anos mais tarde fez sua estreia no cinema, no filme Where's Poppa?
Recebeu uma avalanche de críticas positivas por sua performance como Phil Romano na peça da Broadway de 1972 That Championship Season, de Jason Miller, papel que repetiu na versão para o cinema da obra, TCS, de 1982. No filme It Couldn't Happen to a Nicer Guy, exibido pela emissora americana ABC em 1974 interpretou Harry Walter, um vendedor de imóveis que é escolhido aleatoriamente por uma mulher, interpretada por JoAnna Cameron) e estuprado por ela à mão armada; o filme foi considerado ousado para a época. Também fez parte do elenco do filme I Will, I Will...For Now, com Elliott Gould e Diane Keaton. Estrelou as séries semanais We'll Get By (1975, como George Platt), Bert D'Angelo/Superstar (1976, no papel-título) e The Oldest Rookie (1987, como o detetive Ike Porter). Também dirigiu Wheelbarrow Closers, uma peça da Broadway de 1976 de autoria de Louis La Russo II, que contava com o ator Danny Aiello.
Em 1981 Sorvino interpretou o comunista ítalo-americano Louis C. Fraina no filme Reds, de Warren Beatty, e em 1985 integrou o elenco do filme de terror e ficção científica de 1985 de Larry Cohen, The Stuff (br: A Coisa), em que interpreta um recluso líder miliciano, ao lado de seu futuro companheiro de elenco de Law & Order, Michael Moriarty. Ajudou a fundar a American Stage Company, grupo responsável por diversos espetáculos Off-Broadway, enquanto vivia em Tenafly, Nova Jérsei, em 1986.
Em 1991 entrou no lugar de George Dzundza na popular série policial Law & Order, e em 1993 substituiu o falecido Raymond Burr num filme para a televisão da série Perry Mason. Interpretou o pai do personagem de Bruce Willis na série semanal Moonlighting, e participou de um episódio piloto que nunca foi ao ar, para a série Sanford and Son. Alguns de seus papéis mais célebres no cinema foram o caporegime Paul Cicero em Goodfellas (1990), de Martin Scorsese, e Henry Kissinger em Nixon (1995), de Oliver Stone. Além de seu papel em Goodfellas, Sorvino também interpretou os chefes da máfia Eddie Valentine em The Rocketeer e Tony Morolto em The Firm (br: A Firma). Em 1998 narrou a série The Big House para o History Channel. Em 1999 dirigiu e estrelou novamente (embora num papel diferente) uma versão para a TV com orçamento reduzido de That Championship Season, escrito por seu amigo Jason Miller.
De 2000 a 2002 teve um papel de destaque como Frank DeLucca na série televisiva dramática da CBS That's Life, e participou de Still Standing, série cômica da mesma emissora, como Al Miller, pai de Bill (Mark Addy).
Em 2005 Sorvino realizou uma parceria com o condado de Lackawanna para filmar The Trouble with Cali na cidade de Scranton, Pensilvânia. A um investimento inicial de 250.000 dólares feito pelo condado seguiu-se outro, da mesma quantia, no ano seguinte. O projeto atraiu críticas e atenção da mídia por seu longo tempo de produção e aparente falta de progresso, e o fato de que o condado não teria protegido seu investimento com um seguro adequado. Sorvino declarou que o filme ainda está em pós-produção. Sua filha, a atriz Mira Sorvino, também atua no filme.
Sorvino interpretou Rotti Largo, fundador da GeneCo, no musical Repo! The Genetic Opera, de 2008.
Fundou a Paul Sorvino Asthma Foundation visando construir centros de tratamento de asma em crianças e adultos ao redor dos Estados Unidos. Juntamente com Peter Margo, fundador da Palmer Video, formou a CareFromAll.org para levantar fundos para sua instituição de caridade.

### Vida pessoal
Sorvino viveu entre Los Angeles e Gilbert, Pensilvânia, nas Montanhas Pocono. Foi casada com Lorraine Davis, uma dramaterapeuta para pacientes que sofrem do mal de Alzheimer, e tem três filhos: Mira, Michael, and Amanda.
Em 17 de janeiro de 2007 noticiou-se na mídia que ele teria exibido uma arma de fogo para o ex-namorado de sua filha Amanda, Daniel Snee, após este ter batido em sua porta de hotel e ameaçado-a. Amanda testemunhou que Snee teria ameaçado matá-la, num hotem em Stowe, Vermont, em 3 de janeiro. Amanda teria então se trancado no banheiro e chamado a polícia e seu pai - que chegou antes dos policiais. Quando estes chegaram, o rapaz foi preso e autuado por conduta imprópria. Como um vice-xerife no estado da Pensilvânia, Sorvino tem autorização legal para carregar uma arma em diferentes estados; ele não teria, no entanto, apontado a arma para Snee ou o ameaçado.
Em março de 2008 Sorvino e sua filha Amanda fizeram lobby com a organização Americans Against Horse Slaughter, que luta contra o assassinato de cavalos, em Washington, DC, para que o congresso e o senado americano aprovassem o American Horse Slaughter Prevention Act (S311/HR503). Os Sorvino mantêm um centro privado de resgate de cavalos em Gilbert, Pensilvânia.
Paul Sorvino foi um escultor especializado em obras em bronze. Em dezembro de 2008 uma escultura sua de um amigo, o dramaturgo Jason Miller, foi erguida em Scranton, Pensilvânia. Também cantou no álbum mais recente do cantor napolitano Eddy Napoli, Napulitanata, no qual executou um dueto da canção "Luna Rossa."
Em 2007 Sorvino lançou a Paul Sorvino Foods, empresa que comercializa diversos tipos de molhos para massas. Os produtos, que seriam baseados em receitas de sua mãe, começaram a aparecer nos supermercados do nordeste dos Estados Unidos no fim de 2009. Três anos mais tarde Sorvino tornou-se um dos proprietários da Janson-Beckett Cosmeceuticals.

### Morte
Paul Sorvino morreu aos 83 anos em Jacksonville vitima de insuficiência cardíaca.

## Carreira
- Where's Poppa? (1970) - proprietário da 'Gus & Grace's Home'
- Cry Uncle! (1971) - policial que tosse
- Made for Each Other (1971) - pai de Gig
- The Panic in Needle Park (1971) - Samuels
- Dealing: Or the Berkeley-to-Boston Forty-Brick Lost-Bag Blues (1972) - motorista de táxi
- A Touch of Class (1973) - Walter Menkes
- The Day of the Dolphin (1973) - Curtis Mahoney
- Shoot It Black, Shoot It Blue (1974) - Ring
- King Lear (1974) (TV) - Gloucester
- Tell Me Where It Hurts (1974) (TV) - Joe
- The Gambler (1974) - Hips
- It Couldn't Happen to a Nicer Guy (1974) - Harry Walter
- Angel and Big Joe (1975) - Big Joe
- We'll Get By (série de televisão) (1975) - George Platt
- I Will, I Will... for Now (1976) - Lou Springer
- Seventh Avenue (1977) (TV) - Dave Shaw
- Oh, God! (1977) - Reverendo Willie Williams
- Bloodbrothers (1978) - Louis Chubby De Coco
- Slow Dancing in the Big City (1978) - Lou Friedlander
- The Brink's Job (1978) - Jazz Maffie
- Dummy (1979) (TV) - Lowell Myers
- Lost and Found (1979) - Reilly
- Cruising (1980) - Cap. Edelsen
- Reds (1981) - Louis Fraina
- Melanie (1982) - Walter
- I, the Jury (1982) - Detetive Pat Chambers
- A Question of Honor (1982) (TV) - Carlo Danzie
- That Championship Season (1982) - Phil Romano
- Off the Wall (1983) - Warden Nicholas F. Castle
- Chiefs (1983) (TV) - Xerife Skeeter Willis
- My Mother's Secret Life (1984) (TV) - Max
- With Intent to Kill (1984) (TV) - Doyle Reinecker
- Surviving: A Family in Crisis (1985) (TV) - Harvey
- Wes Craven's Chiller (1985) - Reverend Penny
- The Stuff (1985) - Col. Spears
- Turk 182! (1985) - Himself
- Betrayed by Innocence (1986) (TV) - Mike Vogel
- A Fine Mess (1986) - Tony Pazzo
- Vasectomy: A Delicate Matter (1986) - Gino
- Almost Partners (1987) (TV) - Detetive Jack Welder
- The Oldest Rookie (TV series) (1987–1988) - Detetive Ike Porter
- Dick Tracy (1990) - Lips Manlis
- Goodfellas (1990) - Paul Cicero
- Age Isn't Everything (1991) - Max
- Don't Touch My Daughter (1991) (TV) - Lt. Willman
- The Rocketeer (1991) - Eddie Valentine
- The Last Mile (1992) (TV) - The Tenor
- Law & Order (série de TV) (1991–1992) - Sargento Phil Cerreta
- The Firm (br/pt: A Firma) (1993) - Tommie Morolto
- A Perry Mason Mystery: The Case of the Wicked Wives (1993) (TV) - Anthony Caruso
- Backstreet Justice (1994) - Capitão Phil Giarusso
- Star Trek: The Next Generation (Episódio "Homeward") (1994) - Nikolai Rozhenko
- Parallel Lives (1994) (TV) - Ed Starling
- Without Consent (Trapped and Deceived) (1994) (TV) - Dr. Winslow
- Cover Me (1995) - J.J. Davis
- Nixon (1995) - Henry Kissinger
- Dog Watch (1996) - Delgoti
- Love Is All There Is (1996) - Piero Malacici
- Escape Clause (1996) (TV) - Tenente Gil Farrand
- Romeo + Juliet (1996) - Fulgencio Capulet
- Blue Heat: The Case of the Cover Girl Murders (videogame) (1997) - J.J. Davis
- American Perfekt (1997) - Xerife Frank Noonan
- Money Talks (1997) - Guy Cipriani
- Men with Guns (1997) - Horace Burke
- Joe Torre: Curveballs Along the Way (1997) - Joe Torre
- Most Wanted (1997) - Vice-diretor da CIA Kenny Rackmill
- Dead Broke (1998) - Harvey
- Bulworth (1998) - Graham Crockett
- The Big House (série de TV) (1998) - Narrador
- Knock Off (1998) - Harry Johanson
- Houdini (1998) (TV) - Blackburn
- That Championship Season (1999) (TV) - Técnico (também diretor)
- Harlem Aria (1999) - Fabiano Grazzi
- Scriptfellas (1999) - Paulie
- Longshot (2000) - Laszlo Pryce
- Cheaters (2000) (TV) - Constantine Kiamos
- The Thin Blue Pie (2000) (TV) - Frank Rizzo
- The Amati Girls (2000) - Joe
- That's Life (TV series) (2000–2002) - Frank DeLucca
- Perfume (2001) - Lorenzo Mancini
- See Spot Run (2001) - Sonny
- Plan B (2001) - Joe Maloni
- Streghe verso nord (Witches to the North) (2001) - Gallio
- Ciao America (2002) - Antonio Primavera
- Hey Arnold!: The Movie (2002) - Scheck (voz)
- The Cooler (2003) - Buddy Stafford
- Mafia Doctor (2003) - Nicola
- Mambo Italiano (2003) - Gino Barberini
- Mr. 3000 (2004) - Gus Panas
- Goodnight, Joseph Parker (2004) - Charlie
- Still Standing (TV series) (2004–2006) - Al Miller
- Mr. Fix It (2006) - Wally
- Greetings From The Shore (2007) - Catch Turner
- Last Hour (2008) - Maitre Steinfeld
- Carnera: The Walking Mountain (2008) - Ledudal
- Repo! The Genetic Opera (2008) - Rotti Largo
- The Wild Stallion (2009) - TBA
- Santa Baby 2: Christmas Maybe (2009) - Santa
- God Don't Make the Laws (2010) - TBA
- Kill the Irishman (2011) - James T. Licavoli
- Mineville (2011) - Jacob Laremy